# Kárpáti György (filmrendező)
Kárpáti György (Budapest, 1933. július 3. – 2023. június 3.) magyar filmrendező, egyetemi tanár.

## Életpályája
Szülei Kárpáti (Kaufman) József (1902–1988) és Járai Magdolna (1907–1989) voltak. 1952–1957 között a Budapesti Orvostudományi Egyetem Fogorvosi Karán diplomát szerzett. 1951–52-ben az Állami Bábszínházban ösztöndíjas rendező volt. 1952–1957 között a Földművelésügyi Minisztérium bábcsoportját vezette. 1957-ben a tatabányai rendelőintézet szájsebésze volt. 1958–1964 között a Szövetség utcai rendelő szájsebésze volt. 
1961–1964 között filmrendezőként végzett a Színház- és Filmművészeti Főiskola legendás Herskó-osztály növendékeként. 1964-től a Mafilm 3. stúdiójában dolgozott. 1964–1978 között a Színház- és Filmművészeti Főiskola tanársegéde, 1978–1985 között adjunktusa, 1985–1992 között docense, 1992–1999 között egyetemi tanára volt. 
1970-ben a Mafilm Dokumentum- és Propagandafilm Stúdiójában dolgozott. 1990–1996 között a Művészeti Főiskolák Európai Szövetségének választóbizottsági tagja volt. 1991-ben nyugdíjba vonult. 1991–1994 között a Nemzetközi Rövidfilm-konferencia elnöke volt.
Egy időben (1960-as évek) az ELTE amatőrfilm klubját vezette, ahonnan később nevessé vált filmesek is kikerültek (Jeles András, Gárdos Péter, Péterffy András, Ráday Mihály, Szirtes András stb.).
Egy játékfilmet, számtalan rövidfilmet, dokumentumfilmet és – főleg orvosi tárgyú – szakfilmet készített. Legismertebb ezek közül bizonyára a Születésünk titkai c. televíziós műsor, és folytatásai, a Czeizel-sorozatok (1976–).

## Filmjei
- Mese (1962)
- A póráz két végén (1963)
- Nem fog fájni (1964)
- Kontraszt (1964)
- Hajrá, Bikavér (1964)
- Búcsú a fővárosban (1965)
- Próbafelvétel (1966)
- Nem szoktam hazudni (1966)
- Szirtaki (1968)
- Kórtünet (1969)
- Cirkusz a jégen (1969)
- Kis lakás nagy gond (1970)
- Ne a gyerek előtt! (1970)
- Hamis illúziók (1970)
- Nyár, ifjúság (1970)
- Pergő képek (1971-1979)
- Hogyan segítsünk a bűnözőknek? (1971)
- Magyarország kisvasútjai sorozat Vasút a Bükkben című rész (1971)
- Helyi gyulladásgátlók (1972)
- Cézár és Cecília (1972)
- Kutyabaj (1972)
- Híradástechnika (1973)
- Az öröklés titkai (1974)
- Glóbusz kis hibával (1974)
- Szép, tiszta Budapest (1974)
- Mozdulj! (1975)
- Katasztrófák (1975)
- Falu a határszélen (1975) operatőr
- Születésünk titkai (1976)
- Lángelmék a szigeten (1976)
- Vöröskereszt a világon mindenütt fiatal (1976)
- Ruanda (1976)
- Mama, hallod? (1976)
- Vöröskereszt tagtoborzó (1978)
- Kicsi vagyok én! (1978)
- A mikroelektronika világa (1978)
- Győr, a három folyó városa (1978)
- Ez a Maxim (1979-1985)
- Vöröskereszt mindenütt, mindenkinek (1979)
- A gyermek mosolyáért (1979)
- Jövőnk titkai (1980)
- Pori Jazz (1980-?)
- Hogyan vezessük tévútra embertársainkat? (1980)
- Száz év emberség (1981)
- Akarat, és... (1982)
- Az Apokalipszis lovagjai (1984)
- A bizalom jele (1984)
- A bika jegyében (1985)
- Fejezetek a magyar repülés történetéből (1985)
- Az Élet él és élni akar (1986)
- Kábítószer (1988)
- Kerékpársuli (1988)
- Egészséget mindenkinek (1991-1992)
- Szívdobbanás (1992)
- Rajtunk a sor? (1996)

## Művei
- A bábjáték titkai (1955)
- Rigó kalandjai (bábdarab, 1955)
- Bábszínpad sorozat rendezői utasításai (1955)
- Bábjátszó különpróba; Móra, Bp., 1960 (Úttörő különpróbafüzetek)
- Bábjáték és pedagógia (1965)